# Boudewijn Tayaert
Boudewijn Tayaert (Gent, 1585 – Kortrijk, 29 april 1667) was meerdere jaren burgemeester van de Belgische stad Kortrijk. 

## Levensloop
Boudewijn Tayaert werd geboren in Gent als zoon van Gentenaar Josse Tayaert en de uit Komen-Waasten afkomstige Marie de Materne.
Tayaert was jonkheer en Heer van Walle. Hij was in de Spaanse Tijd meerdere jaren actief in de gemeentepolitiek van de stad Kortrijk. Zo was hij van 1609 tot 1662 driemaal schepen, vijftienmaal  burgemeester en vijfmaal weesheer.
Boudewijn Tayaert huwde in Kortrijk op 11 september 1607 met Anna Van Ryckeghem.

## Eerbetoon
Op het Kortrijkse Buda-eiland werd een straat naar hem vernoemd. Deze straat heette aanvankelijk het Tayaertsgat naar het gat in de nabijgelegen stadsmuur waar schepen konden laden en lossen aan de Kleine Leie. Met het verdwijnen van deze stadsmuur, die rechtstreeks aansloot op de Broeltorens, werd de straat later hernoemd tot Burgemeester Tayaertstraat. In de Tayaerstraat bevindt zich een ingang van het Museum voor Schone Kunsten of het Broelmuseum.